# 九龍巴士281M線
九龍巴士281M線是香港的一條已取消的巴士路線，來往新田圍及九龍塘站，提供新田圍邨、秦石邨、大圍、田心圍、顯徑邨及隆亨邨來往九龍塘的接駁港鐵巴士服務，只於星期一至五繁忙時間提供單向服務。

## 歷史
早於1990年代，由於88M線未能真正服務顯徑居民，九巴曾有計劃把該路線與相近的81M合併，但被區議會反對而擱置。不過自2007年兩鐵合併後，兩線的客量不斷下跌，九巴終於在《2012-2013年度沙田區巴士路線發展計劃》中，再次建議將兩線合併，編號為81M，建議最後得到區議會通過，但編號正名為「281M」。
- 2013年3月24日：281M線投入服務，取代81M及88M線的服務。[2]
- 2015年6月27日：增設到站時間預報。[3]

- 2021年10月11日：281M線改為只於星期一至五繁忙時間服務，來回各開1班，其餘時間由新田圍往返大圍站的新路線281線取代。[4][5]
- 2022年3月4日：因2019冠狀病毒病疫情，本路線暫時停駛，直至4月10日。[6]
- 2024年10月21日：281M取消服務。[7]

## 服務時間及班次
281M
- 星期一至五：
  - 新田圍開：07:30
  - 九龍塘站開：17:30

星期六、日及公眾假期不設服務
全程：$5.6
| - 本線設有12歲以下小童及65歲或以上長者半價優惠。 - 65歲或以上香港居民使用「樂悠咭」，以及12歲以下合資格殘疾兒童使用「殘疾人士身份」個人八達通繳付車資，均可享有每程$2.0或半價（以較低者為準）的票價優惠；12至64歲合資格殘疾人士使用「殘疾人士身份」個人八達通（包括「樂悠咭」），以及60至64歲香港居民使用「樂悠咭」繳付車資，均可享有每程$2.0或全費（以較低者為準）的票價優惠。 - 65歲或以上長者如使用長者或一般個人八達通繳付車資，則只可享有半價優惠；12至64歲合資格殘疾人士如不使用「殘疾人士身份」個人八達通，以及60至64歲人士如不使用「樂悠咭」繳付車資，必須繳付全費。 - 乘客可以現金或八達通於上車時付款，不設找續。 - 每位成人乘客可免費攜帶最多兩名4歲以下而不佔座位的兒童乘客乘車，超額之4歲以下小童必須繳付小童車費乘車。 - 持有「九巴月票」之乘客在車票有效期內，每日可享最多10程任何九龍巴士及龍運巴士路線（包括本路線，以及聯營路線的九龍巴士／龍運巴士提供的班次；惟乘搭機場「A」及「NA」線則可享原價二七折優惠（不會計算每天10次合資格車程））；而B1線則每日可享最多各2程（不會計算每天10次合資格車程）。 - 九龍巴士、城巴、龍運巴士及陽光巴士全職員工及家屬（不包括外判職員）可免費乘搭本路線，惟必須拍職員或職員家屬八達通。 - 乘客亦可透過多元化電子支付系統（e度嘟）繳付車資，包括使用非接觸式VISA卡、JCB卡、萬事達卡、銀聯卡、美國運通、大來國際、Discover Card、Apple Pay、Google Pay、Samsung Pay、AlipayHK「易乘碼」、支付寶、WeChatHK／微信支付「搭車碼」、銀聯雲閃付「乘車碼」及BOC Pay「乘車碼」。乘客使用此付款方式，使用此支付方式的乘客可享有中途下車之分段收費，以及與其他九巴／龍運獨營路線或聯營線九巴／龍運班次之轉乘優惠，惟不適用於與非九巴／龍運路線之轉乘優惠，亦不能享有「公共交通費用補貼計劃」及「長者及合資格殘疾人士公共交通票價優惠計劃」。 |

### 八達通轉乘優惠
乘客登上本線後150分鐘內以同一張八達通卡轉乘以下路線，或從以下路線登車後150分鐘內以同一張八達通卡轉乘本線，次程可獲車資折扣優惠：
281M←→獅子山隧道路線，次程可獲$4.2折扣優惠
- 281M ←→ 72X、74A、80(P)、80M、85、85A、85B、86、86A、86C、87B、87D、89、89B、270A、271(B/P)或281A

281M←→81C/281B/281X
- 281M往新田圍 → 81C/281B/281X往尖沙咀，次程可獲$4.2折扣優惠
- 281M往九龍塘站 → 81C/281B/281X往尖沙咀，次程可獲$4.6折扣優惠
- 81C/281B/281X往尖沙咀 → 281M任何方向，次程可獲$4.2折扣優惠
- 81C往耀安 → 281M往新田圍，次程可獲$5折扣優惠

## 行車路線

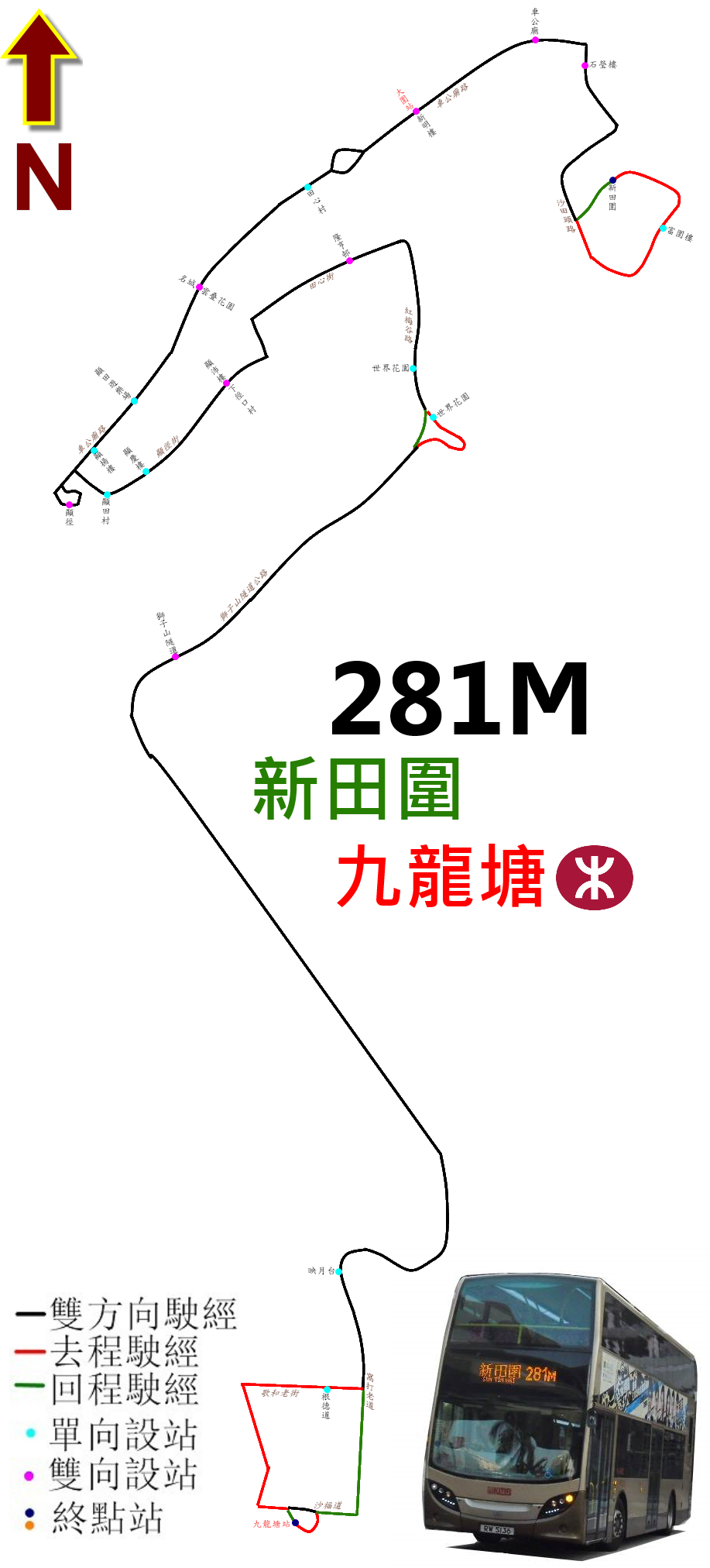
本線的走線圖

| 新田圍開 | 新田圍開         | 新田圍開                       | 九龍塘站開 | 九龍塘站開       | 九龍塘站開                     |
| 序號     | 車站名稱         | 位置                           | 序號       | 車站名稱         | 位置                           |
| -------- | ---------------- | ------------------------------ | ---------- | ---------------- | ------------------------------ |
| 1        | 新田圍巴士總站   | 新田圍巴士總站                 | 1          | 九龍塘站巴士總站 | 九龍塘（沙福道）公共運輸交匯處 |
| 2        | 新田圍邨富圍樓   | 沙田頭路                       | 2          | 映月台           | 窩打老道                       |
| 3        | 秦石邨石瑩樓     | 沙田頭路                       | 3          | 獅子山隧道       | 獅子山隧道公路                 |
| 4        | 車公廟           | 車公廟路                       | 4          | 世界花園         | 紅梅谷路                       |
| 5        | 新翠邨新明樓     | 車公廟路                       | 5          | 隆亨邨           | 田心街                         |
| 6        | 田心村           | 車公廟路                       | 6          | 下徑口村         | 顯徑街                         |
| 7        | 雲疊花園         | 車公廟路                       | 7          | 顯田村           | 顯徑街                         |
| 8        | 顯徑邨顯揚樓     | 車公廟路                       | 8          | 顯徑巴士總站     | 顯徑巴士總站                   |
| 9        | 顯徑巴士總站     | 顯徑巴士總站                   | 9          | 顯田遊樂場       | 車公廟路                       |
| 10       | 顯徑邨顯慶樓     | 顯徑街                         | 10         | 名城             | 車公廟路                       |
| 11       | 顯徑邨顯沛樓     | 顯徑街                         | 11         | 大圍站           | 車公廟路                       |
| 12       | 隆亨邨           | 田心街                         | 12         | 車公廟           | 車公廟路                       |
| 13       | 世界花園         | 紅梅谷路                       | 13         | 秦石邨石瑩樓     | 沙田頭路                       |
| 14       | 獅子山隧道       | 獅子山隧道公路                 | 14         | 新田圍巴士總站   | 新田圍巴士總站                 |
| 15       | 根德道           | 歌和老街                       |            |                  |                                |
| 16       | 九龍塘站巴士總站 | 九龍塘（沙福道）公共運輸交匯處 |            |                  |                                |

## 使用狀況
此路線的前身主要服務大圍居民往來九龍塘站轉乘鐵路，唯隨着各條對外路線相繼投入服務，居民可以使用其他交通工具，不用在於九龍塘站轉乘，因此本線客量逐年下跌。其後2020年屯馬線一期通車，顯徑亦擁有鐵路服務，此路線最繁忙半小時載客率由通車前的56.3%大跌至19.7%，連繁忙時間亦不能坐滿一輛單層巴士，以至本路線原本班次已很疏落的情況下，班次仍再度被削減，雖然如此，取消前仍有少量區內客支持。

## 外部連結
- 九巴281M線－九龍巴士
- 香港巴士大典上的相关条目：九巴281M線